# 短尾杜鹃
短尾杜鹃（学名：Rhododendron brevicaudatum），为杜鹃花科杜鹃花属下的一个植物种。